# أندرياس أرفلوت
أندرياس أرفلوت (بالنرويجية البوكمول: Andreas Aarflot)‏ هو قسيس نرويجي، ولد في 1 يوليو 1928 في خونان في الصين.